# Franz Gabl
Franz Gabl, född 29 december 1921 i Sankt Anton am Arlberg, död 23 januari 2014, var en österrikisk alpin skidåkare.
Gabl blev olympisk silvermedaljör i störtlopp vid vinterspelen 1948 i Sankt Moritz.